# Andreas Brucker
Andreas Brucker (* 11. April 1963 in Hamburg) ist ein deutscher Schauspieler.

## Leben
Andreas Brucker absolvierte von 1991 bis 1994 ein dreijähriges Schauspielstudium am „Bühnenstudio der darstellenden Künste“ in Hamburg.
Ab 1995 erlangte Brucker größere Bekanntheit durch seine Rolle des „Jan Brandner“ in der  fünfmal wöchentlich im Vorabendprogramm des Ersten ausgestrahlten Fernsehsoap Verbotene Liebe. Danach spielte er Rollen in diversen Fernsehproduktionen. So spielte er u. a. Hauptrollen in den Fernsehserien Eine Liebe am Gardasee (2006) und in Die Rettungsflieger als Oberst Ralph Brandt (2004–2007) sowie Klinik am Alex (2008–2009).
Er spielte diverse Hauptrollen, unter anderem in Verfilmungen von Rosamunde Pilcher, Das Traumschiff oder in dem Kinofilm Downhill City mit Franka Potente.
Seit 1996 spielt Andreas Brucker auch Theater, zunächst im Zweipersonenstück Nächte mit Joan von Cas Enclaar an den Hamburger Kammerspielen in vier verschiedenen Rollen neben Nadja Tiller. Das Stück wurde 1997 auch für das Fernsehen mit den beiden Darstellern unter der Regie von Horst Königstein verfilmt.
Für das Theater an der Kö stand er als Leo Leike in Gut gegen Nordwind auf der Bühne und im Altonaer Theater in dem Stück Angerichtet. 2014 spielte er an den Burgfestspielen Jagsthausen in Götz von Berlichingen unter der Regie von Michael Bogdanov sowie in Die Feuerzangenbowle.

## Filmografie
- Kleinere Rollen spielte er in Krabbenfischer und Gegen den Wind
- 1995–1997: Verbotene Liebe
- 1997: First Love – Die Liebe ist ein Nadelkissen
- 1997: Rosamunde Pilcher: Die zweite Chance
- 1998: Alarm für Cobra 11: Die letzte Chance
- 1999: Bier – Anschlag auf das Oktoberfest
- 1999: You’d better run – Bleib bei mir
- 1999: Downhill City (Kinofilm)
- 2000: Der letzte Zeuge
- 2000: Powder Park
- 2000: Das Traumschiff – Sydney 2000
- 2001: Amokfahrt zum Pazifik
- 2001: Hochzeit auf Raten
- 2001: Das Schneeparadies
- 2001: Zwei alte Gauner
- 2001: Kinder des Glücks (Rosamunde Pilcher)
- 2001: Mimi und Hilde (Das Geschenk)
- 2001: Im Zeichen der Sterne Widder
- 2002: Herz in Flammen
- 2003: Cappuccino zu dritt
- 2003: Begegnung am Meer (Inga Lindström)
- 2004: Zu (Kurzfilm)
- 2005–2007: Die Rettungsflieger
- 2005–2006: Eine Liebe am Gardasee
- 2006: Im Tal der wilden Rosen: Verzicht aus Liebe
- 2007: Das Traumhotel – Dubai – Abu Dhabi
- 2007: Der Mann im Heuhaufen
- 2007: Ein Fall für zwei
- 2007: Alarm für Cobra 11 – Exodus
- 2007: Notruf Hafenkante – Mit List und Tücke
- 2008: Kreuzfahrt ins Glück
- 2009: Das Herz meines Vaters (Inga Lindström)
- 2010: Alarm für Cobra 11 – Formel Zukunft
- 2009–2012: Klinik am Alex
- 2010: Lilly Schönauer – Verliebt in einen Unbekannten
- 2013: Tierärztin Dr. Mertens als Tierarzt Dr. Pflockner
- 2014: Morden im Norden – Tödliche Tiefe

## Theater
- 1996: „Nächte mit Joan“ – Hamburger Kammerspiele
- 1997: „Nächte mit Joan“ – Theater der freien Volksbühne Berlin
- 2000: „Mr. Peter‘s Connections“ – Hamburger Kammerspiele
- 2012: „Gut gegen Nordwind“ – Theater an der Kö (als Leo Leike)
- 2013: „Angerichtet“ – Altonaer Theater
- 2014: „Götz von Berlichingen“ – Burgfestspiele Jagsthausen, als Adalbert v. Weislingen
- 2014: „Die Feuerzangenbowle“ – ebda., als Prof. Crey (Schnauz)